# Porphyrodesme
Porphyrodesme es un género de orquídeas epifitas originarias de Borneo y Nueva Guinea. Comprende 4 especies descritas y de estas, solo 3 aceptadas.

## Taxonomía
El género fue descrito por Rudolf Schlechter y publicado en Repertorium Specierum Novarum Regni Vegetabilis, Beihefte 1: 982. 1913.

## Especies aceptadas
A continuación se brinda un listado de las especies del género Porphyrodesme aceptadas hasta marzo de 2013, ordenadas alfabéticamente. Para cada una se indica el nombre binomial seguido del autor, abreviado según las convenciones y usos.
- Porphyrodesme hewittii (Ames ex Merr.) Garay
- Porphyrodesme papuana Schltr.
- Porphyrodesme sarcanthoides (J.J.Sm.) Mahyar